# Luna Lovegood
Luna Lovegood, svrstana je u Ravenclaw i godinu je mlađa od Harryja. Omražena je među vršnjacima zbog čudnih navika i ponašanja. U petom dijelu serijala o Harryju Potteru počinje se družiti s Harryjem, Ronom, Hermionom, Ginny i Nevilleom. Pristupa tajnom udruženju Dumbledoreovoj armiji, koju predvodi Harry. Majka joj je preminula kad je imala samo sedam godina, pa Luna živi s ocem Xenophiliusom, urednikom čarobnjačkog časopisa. Lovegoodovi žive u gorju ponad sela Ottery St. Catchpole, gdje žive i Weasleyjevi. Kuća Lovegoodovih krajnje je bizarna izgleda, slična velikom crnom cilindru. Luna se također voli i neobično oblačiti, npr. nosi duhočale, ogrlice od čepova pivoslaca i naušnice u obliku rotkvice, znane i kao "leteće šljive", a ponekad svoj čarobni štapić zatakne iza uha. Luna je postala nezamijenjivi član Harryjeve "ekipe", što možemo potvrditi time što je, osim u sastancima Dumbledoreove armije, sudjelovala, zajedno s ostatkom "ekipe", u borbi protiv smrtonoša u Ministarstvu magije. Sretna što je napokon stekla prave prijatelje, Luna je strop svoje sobe u kući Lovegoodovih ukrasila portretima Harryja, Rona, Hermione, Ginny i Nevillea. U sedmom dijelu serijala o Harryju Potteru Luna biva oteta od smrtonoša zbog očeve pristranosti prema Harryju.